# Nytkymenjärvi
Nytkymenjärvi eller Nytkyn är en sjö i kommunen Jämsä i landskapet Mellersta Finland i Finland. Sjön ligger 144,9 meter över havet. Arean är 4,26 kvadratkilometer och strandlinjen är 40,8 kilometer lång.  Den  ingår i Kymmene älvs huvudavrinningsområde.  Sjön ligger omkring 58 kilometer sydväst om Jyväskylä och omkring 190 kilometer norr om Helsingfors. 
I sjön finns öarna Pikkusaari, Talassaari, Riukusaari, Vasikkasaari, Pirttisaari, Lankasaari, Karhunpesäsaari, Rynösaari, Ahosaari, Hämesaari, Kelkkasaari, Kortesaari och Siankärsänsaari. 